# L'universo dal nulla
L'universo dal nulla. Le rivoluzionarie scoperte che hanno cambiato le nostre basi scientifiche (titolo originale completo A Universe from Nothing: Why There Is Something Rather than Nothing ) è un saggio scritto dal fisico e divulgatore scientifico statunitense Lawrence M. Krauss pubblicato in originale nel 2012 e in Italia nel 2013 da Gruppo Editoriale Macro. Gli argomenti trattati sono le teorie scientifiche riguardanti la formazione e la fine dell'universo.

## Contenuto
In questo libro l'autore spiega come alcune ipotesi scientifiche ed osservazioni recenti nel campo della fisica quantistica e della cosmologia possano fornire una risposta soddisfacente alla domanda su come un intero universo sia potuto apparire dal nulla, rendendo superflue le ipotesi di un intervento esterno. A questo scopo, vengono dapprima illustrati i passi che hanno portato ad alcune scoperte fondamentali, tra cui assumono particolare importanza quelle sull'esistenza della cosiddetta materia oscura e della radiazione cosmica di fondo, e come da una serie di esperimenti dai risultati inizialmente contrastanti sia emersa l'esistenza di una inaspettata forma di energia repulsiva generata dal vuoto, poi denominata energia oscura. Una presenza già implicitamente rintracciabile nella costante cosmologica introdotta da Albert Einstein nelle equazioni di campo della relatività generale, e supportata dalle numerose osservazioni sull'accelerazione dell'espansione dell'universo, che sembrano giustificare l'ipotesi di un universo piatto. La cui struttura sembra richiedere la presenza di questa energia misteriosa, che avendo nel tempo preso il sopravvento sulla gravità spinge le galassie ad allontanarsi sempre più velocemente, e quindi verso un universo apparentemente destinato a spegnersi lentamente in uno stato di vuoto uniforme. Uno scenario che potrebbe essere confutato da nuove osservazioni, visto che per ora non conosciamo le caratteristiche dell'energia oscura, che potrebbe quindi offrirci qualche nuova sorpresa. Sorprese che negli ultimi anni hanno caratterizzato il mondo della fisica, dove la teoria del multiverso ha trovato sempre più favore, venendo incorporata nei modelli di altre teorie come quella delle stringhe, offrendo una spiegazione semplice alla coincidenza di un universo che offre parametri apparentemente troppo favorevoli allo sviluppo della vita per apparire casuali. Ovvero il principio antropico, secondo cui la nostra esistenza sarebbe obbligatoriamente collegata ad uno dei pochi universi tra gli infiniti disponibili ad essere dotato delle caratteristiche adatte alla vita per come noi la conosciamo. Universi la cui formazione può essere ricondotta a fluttuazioni quantistiche spontanee originatesi in un processo di inflazione caotica che potrebbe non avere fine. E all'origine di tutto questo il nulla, da cui secondo la teoria quantistica della gravità può in qualunque momento emergere un universo chiuso, che invece di scomparire potrebbe divenire stabile grazie all'innesco di una fase inflattiva. Un'ipotesi affascinante e probabilmente molto difficile da dimostrare, ma che elimina la necessità di cercare una Causa Prima, tanto meno di origine soprannaturale.

## Ricezione critica e polemiche
Scritto per sviluppare gli argomenti originariamente esposti in una conferenza tenuta nel 2009 per la Atheist Alliance International, il libro ha ottenuto un discreto riscontro in termini di vendite. Inserendosi in una controversia che ha visto diversi scienziati di fama esporsi apertamente con affermazioni molto critiche sulla validità di credenze religiose e argomentazioni filosofiche, il testo ha scatenato reazioni piuttosto vivaci. Attacchi sono arrivati in particolare dal mondo creazionista e cristiano evangelista, nonché dall'ambiente filosofico, a cui hanno fatto seguito risposte di uguale tenore dal fronte ateo-razionalista e da parte dello stesso Krauss, polemiche a cui si sono affiancate critiche piuttosto dure provenienti da alcuni colleghi del fisico newyorkese, mentre altri hanno manifestato apprezzamento per contenuto e stile dell'opera.

## Edizioni
- Lawrence M. Krauss, L'Universo dal Nulla. Le rivoluzionarie scoperte che hanno cambiato le nostre basi scientifiche, traduzione di Valeria Valli, postfazione di Richard Dawkins, 1ª ed., Gruppo Editoriale Macro, novembre 2013  [2012], ISBN 978-88-6229-586-4.